# N'Tossoni
N'Tossoni is een gemeente (commune) in de regio Sikasso in Mali. De gemeente telt 6700 inwoners (2009).
De gemeente bestaat uit de volgende plaatsen:
- Bamana
- Bambougou
- Diéla
- N'Tossoni
- Toula